# Ambarès-et-Lagrave
Ambarès-et-Lagrave is een gemeente in het Franse departement Gironde (regio Nouvelle-Aquitaine). De plaats maakt deel uit van van het samenwerkingsverband Bordeaux Métropole en het arrondissement Bordeaux. Ambarès-et-Lagrave telde op 1 januari 2022 17.298 inwoners.

## Geografie
De oppervlakte van Ambarès-et-Lagrave bedroeg op 1 januari 2022 24,76 vierkante kilometer; de bevolkingsdichtheid was toen 698,6 inwoners per km².

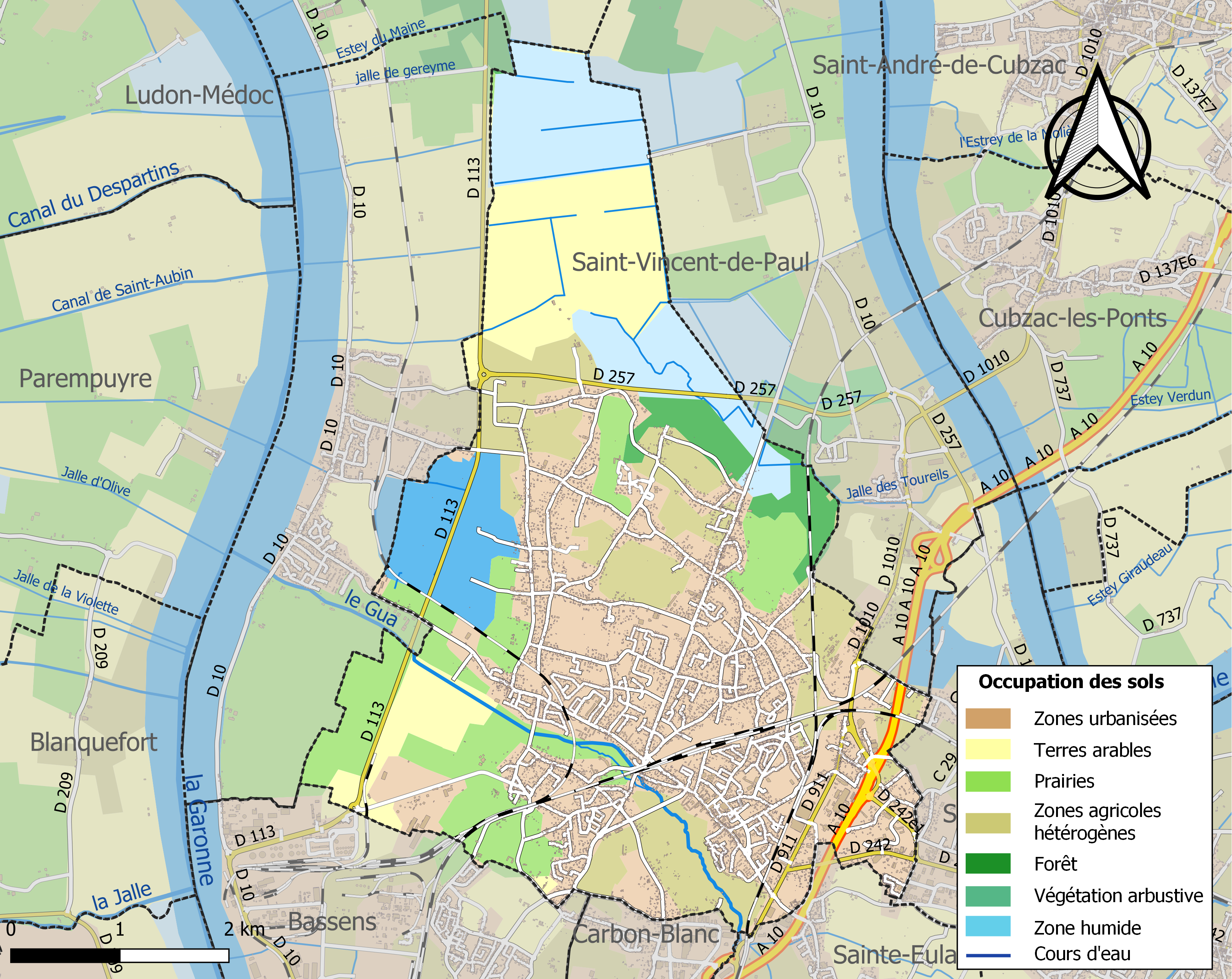
Kaart van de gemeente met belangrijkste infrastructuur, bodemgebruik en omliggende gemeenten

## Verkeer en vervoer
In de gemeente liggen de spoorweghaltes  La Gorp en la Grave-d'Ambarès.

## Demografie
Onderstaande figuur toont het verloop van het inwonertal (bron: INSEE-tellingen).

## Geboren in Ambarès-et-Lagrave
- Marc Oraison (1914-1979), Frans medicus, priester en schrijver

1. 1 2  Populations de référence 2022.